# Eurythmics
Eurythmics — британский синти-поп-дуэт, основанный в 1980 году композитором и музыкантом Дэйвом Стюартом и певицей Энни Леннокс.

## История
Впервые эта пара стала работать вместе в составе поп-группы The Tourists, основанной Стюартом и его приятелем Питером Кумсом, который был автором и исполнителем всех песен коллектива. Леннокс, молодая певица из Шотландии, бросила ради участия в группе обучение в Королевской Академии Искусств, где она изучала игру на флейте и клавишных инструментах. Дополнительным моментом, привлекшим Леннокс к вступлению в The Tourists, был сам Стюарт — пара довольно быстро сошлась, и вскоре они уже жили вместе. The Tourists записали два альбома, достигли определённого уровня коммерческого успеха, однако в целом опыт был далёк от позитивного — у группы были довольно сложные отношения с лейблом, закончившиеся судебными разбирательствами, участники не находили общего языка внутри группы, и в конце концов The Tourists тихо развалились. Несмотря на то, что вместе с развалом группы прекратились и романтические отношения между Леннокс и Стюартом, они, тем не менее, решили сохранить творческое партнёрство. Так родился дуэт Eurythmics.
С первых же дней существования нового коллектива было решено, что основным принципом существования Eurythmics будет свобода от необходимости идти на компромисс. Стюарт и Леннокс останутся единственными постоянными участниками дуэта, а остальные музыканты будут привлекаться по мере необходимости и возможностей. Дуэт также решил не ограничивать себя никакими стилистическим рамками — первоначально они будут поп-группой, однако оставят за собой право экспериментировать с электронными инструментами и авангардными влияниями. Насколько высоко метили Eurythmics, стало понятно по тому, с кем они решили сотрудничать во время записи своего дебютного альбома «In the Garden» — в качестве продюсера был выбран Конни Планк, сотрудничавший с легендарными краут-рок-коллективами Kraftwerk и Neu!, а в списке приглашенных музыкантов числились Яки Либецайт и Хольгер Зукай из Can, ударник Blondie Клем Бёрк и флейтист Тим Уитер. Несмотря на привлечение тяжёлой артиллерии, меланхоличный и холодный синти-поп-альбом был принят довольно прохладно как критиками, так и публикой.
Леннокс и Стюарт взяли в банке кредит и основали собственную студию над помещением фабрики по изготовлению рамок для фотографий. Такой подход позволил Eurythmics существенно экономить на оплате дорогостоящего студийного времени и экспериментировать вволю. С другой стороны, в турне они выступали исключительно вдвоём, используя различное электронное оборудование для воссоздания полномасштабного звучания, и перевозить все это оборудование им приходилось самостоятельно. Примерно в 1982 году такой изматывающий график дал о себе знать — Стюарт был госпитализирован с лёгочным заболеванием, а Леннокс перенесла нервный срыв.
В 1983 году вышел второй альбом Eurythmics под названием «Sweet Dreams (Are Made of This)», и ситуация мгновенно изменилась. Заглавная композиция Sweet Dreams (Are Made of This), вышедшая первым синглом с альбома, стала феноменальным хитом в родной Великобритании, во многом благодаря довольно авангардному для того времени видеоклипу, где Энни Леннокс появлялась с коротко стриженными оранжевыми волосами. Вскоре покорились и заокеанские хит-парады — «Sweet Dreams» взобралась на первое место американских чартов, а фото Энни Леннокс с оранжевыми волосами было размещено на обложке журнала Rolling Stone. Стюарт заявил, что знаменитая басовая партия, моментально ставшая визитной карточкой песни, была придумана случайно — один из треков, над которым работала группа, был проигран задом наперед, и так появился этот звук. Годом позже Eurythmics выпустили следующий альбом «Touch». Альбом был встречен столь же позитивно, сколь и его предшественник — три сингла с альбома, блистательная меланхоличная синти-поп-баллада «Here Comes the Rain Again», чувственная «Who’s That Girl?» и неожиданно весёлая, приправленная карибскими мотивами «Right By Your Side» стали хитами, а снятые на них клипы весьма активно крутились на MTV. В том же году Eurythmics записали саундтрек для экранизации знаменитого романа Джорджа Оруэлла «1984». Режиссёр Майкл Редфорд заявил, что ему навязали этот саундтрек, и в фильме звучит более традиционная оркестровая музыка. Материал написанный Eurythmics, вышел отдельной пластинкой под названием «1984 (For the Love of Big Brother)». Единственная композиция с вокалом «Sexcrime (Nineteen Eighty Four)» была выпущена отдельным синглом и снова стала огромным хитом в Великобритании. В том же году лейбл группы выпустил мини-альбом «Touch Dance» — на нём было несколько танцевальных ремиксов на песни с альбома «Touch».
Следующий альбом группы под названием «Be Yourself Tonight» вышел годом позже, и на нём Eurythmics попробовали расширить своё звучание. В записи звучат живые ударные, бас-гитара (партии последней предоставил Дин Гарсия, много позже основавший коллектив Curve) и духовая секция, а среди приглашенных музыкантов отметились Стиви Уандер, сыгравший на губной гармошке, и Майкл Кэймен, занимавшийся оркестровыми аранжировками. Также на пластинке были два дуэта — с Аретой Франклин и Элвисом Костелло. Синглы Eurythmics снова покорили чарты — особенно успешной стала знаменитая песня «There Must Be an Angel (Playing With My Heart)», в которой звучала губная гармошка Стиви Уандера. Традиция выпуска по альбому в год продолжилась и в 1986 году, когда вышел «Revenge». По сравнению с «Be Yourself Tonight», альбом произвёл заметно меньше шума — сингл «Missionary Man» попал в танцевальные чарты, а в остальном всё было куда скромнее. Несмотря на это, именно «Revenge» по-прежнему удерживает звание самого продаваемого альбома дуэта. Примерно в это же время участники группы стали понемногу заниматься собственными делами вне Eurythmics — Стюарт занялся продюсированием, Леннокс взялась осваивать актёрское ремесло. В следующем же году вышел ещё один альбом Eurythmics «Savage». В этот раз группа двинулась в менее коммерческом направлении, представив коллекцию мрачноватых, почти полностью электронных номеров с более глубокими и личными текстами. Леннокс заявила, что если «Revenge» был ближе к стюартовскому пониманию того, как должны звучать Eurythmics, то в «Savage» звучит её версия. Вместе с альбомом был выпущен одноименный фильм, состоявший из клипов на каждую песню с альбома. Режиссёром всех клипов выступила Софи Мюллер.
Последней работой Eurythmics перед распадом стал альбом «We Too Are One», вышедший в 1989 году. Несмотря на то, что пара песен с него по привычке взобралась по лесенке хит-парадов (например, «King and Queen of America»), по альбому было слышно, что Eurythmics утомлены. Это действительно так и было — за восемь лет группа выпустила восемь альбомов, а столь плотный график работы сказался на отношениях между Леннокс и Стюартом. Инициатором расставания была Леннокс — она хотела взять творческий отпуск, чтобы завести ребёнка и обдумать направление дальнейшего творчества вне рамок дуэта. Стюарт также был не против — с 1990 по 1998 год Леннокс и Стюарт практически не общались.
Первой работой вне Eurythmics стал инструментальный дуэт Стюарта с голландской саксофонисткой Кэнди Далфер под названием «Lily Was Here», пользовавшийся феноменальным успехом. Первая сольная работа Леннокс, альбом Diva, увидела свет в 1992 году; его тоже ждал огромный успех как у критики, так и публики. Леннокс записала песню для саундтрека фильма Фрэнсиса Форда Копполы «Дракула Брэма Стокера» «Love Song for a Vampire», попавшую в чарты наряду с заглавным синглом с Diva песней «Why». Стюарт также занялся написанием музыки к фильмам, а позже сколотил группу The Spiritual Cowboys, с которой записал три альбома. В 1995-м вышел его первый полностью сольный альбом «Greetings from the Gutter», тремя годами позже последовал «Sly-Fi». Леннокс большую часть 1990-х держалась в тени, однако в 1995-м выпустила очередной альбом, «Medusa», состоявший полностью из кавер-версий песен других музыкантов, от The Clash до Боба Дилана и Procol Harum. Альбом стал номером один в Великобритании.
Стюарт и Леннокс возобновили общение в 1998 году после смерти их коллеги по The Tourists Пита Кумса. В 1999 году, через 10 лет после выхода их последнего альбома, на свет появился новый альбом Eurythmics «Peace». В английском хит-параде альбом добрался до четвёртого места. Позже, однако, музыканты опять разбежались. Третий сольный альбом Леннокс, «Bare», увидел свет в 2003 году, а годом позже она записала песню «Into the West», вошедшую в саундтрек фильма «Властелин колец: Возвращение короля». Эта песня принесла Леннокс премию «Оскар» в номинации «Лучшая песня к кинофильму».
В 2005 году, дабы отметить 25-летний юбилей группы, Eurythmics выпустили сборник под названием «Ultimate Collection», в который даже вошли две новые песни. Все восемь их студийных альбомов были также переизданы с новым улучшенным звуком и множеством дополнительных материалов.

## Дискография
- In the Garden (1981)
- Sweet Dreams (Are Made of This) (1983)
- Touch (1983)
- 1984 (For The Love Of Big Brother) (1984)
- Be Yourself Tonight (1985)
- Revenge (1986)
- Savage (1987)
- We Too Are One (1989)
- Peace (1999)
- Ultimate Collection (2005)